# Il'nur Zakarin
Il'nur Azatovič Zakarin (in russo Ильнур Азатович Закарин?; Naberežnye Čelny, 15 settembre 1989) è un ex ciclista su strada russo.
Professionista dal 2013 al 2022, si è aggiudicato la classifica generale del Tour de Romandie 2015, due tappe al Giro d'Italia, una al Tour de France e due edizioni dei campionati russi a cronometro.

## Carriera

### 2007-2012: gli esordi
Nel 2007, quando era ancora uno juniores, Zakarin vinse i campionati europei nella specialità della cronometro, precedendo il futuro campione del mondo Michał Kwiatkowski. Due anni più tardi fu sospeso dalla Federazione Russa per due anni, assieme ad altri due giovani ciclisti, per essere risultato positivo al metandrostenolone, un anabolizzante ad uso orale.
Tornato alle corse nel 2011, durante l'anno raggiunse dei piazzamenti significativi nelle corse italiane della categoria Under-23: si piazzò decimo al Giro del Friuli Venezia Giulia, secondo nella prima frazione del Giro del Veneto e delle Dolomiti dietro Enrico Barbin, e quarto nella sesta tappa del Giro della Valle d'Aosta, una cronoscalata dove erano presenti i migliori della categoria, tra cui ciclisti come Fabio Aru, il vincitore, Kenny Elissonde e Joseph Dombrowski.
Nel 2012 ebbe i primi assaggi di professionismo tra le file del team russo Itera-Katusha, squadra satellite del Katusha Team con la quale partecipò a molte corse europee, fra le quali il Tour Alsace, chiuso al quarto posto nella classifica generale, e il Girobio (gara riservata a dilettanti e under-27) in cui fu nono assoluto. In quest'ultima corsa si mise particolarmente in luce, infatti dopo essere arrivato terzo nella seconda tappa, ad Alba Adriatica, e nella quarta, dietro allo statunitense Dombrowski e all'italiano Aru sull'impegnativo traguardo del Monte Terminillo, riuscì ad aggiudicarsi il successo e la vetta della classifica generale nella frazione successiva, che da Perugia arrivava a Gaiole in Chianti, con passaggi sulle Strade bianche, grazie a una fuga da lontano e ai guai tecnici di Dombrowski, attardato da una foratura. Zakarin difese la posizione sino alla penultima tappa, la "tappa regina" con traguardo in cima al Passo Gavia; andato in crisi sull'erta finale fu costretto a cedere la vetta a Dombrowski, sprofondando al nono posto finale In quello stesso anno con la Itera-Katusha partecipò anche al Campionato mondiale di Valkenburg nella cronometro a squadre.

### 2013-2014: i primi anni nel professionismo

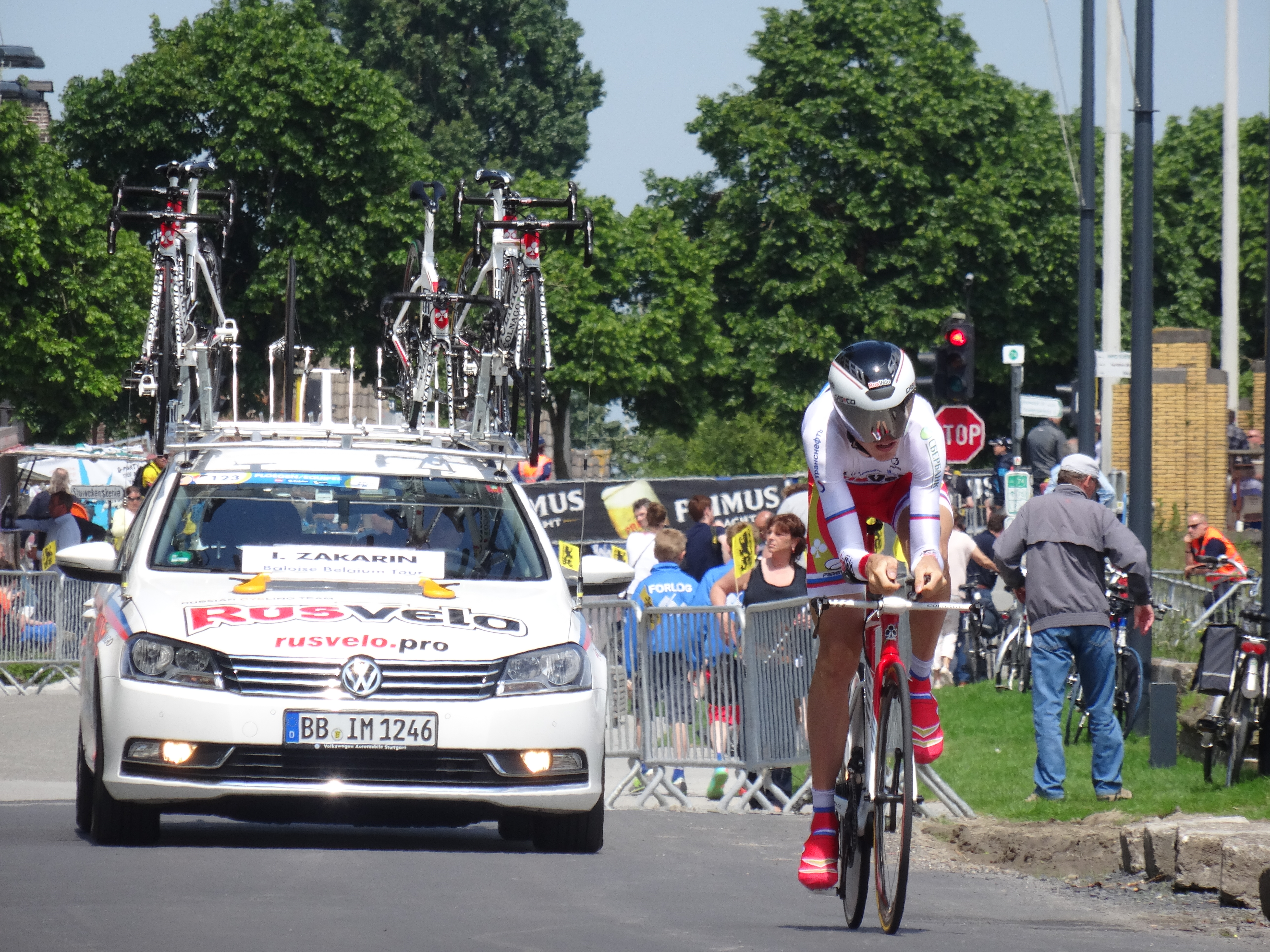
Zakarin impegnato nella cronometro del Giro del Belgio 2014.

Il 2013 fu l'anno del passaggio definitivo al professionismo, che avvenne con la RusVelo, anche questa squadra-satellite del Team Katusha concepita come una sorta di "squadra riserve". In quest'annata si aggiudicò il successo ai campionati russi nella prova a cronometro davanti all'esperto Vladimir Gusev. Il successo gli valse anche la convocazione per la prova contro il tempo ai Campionati del mondo in Toscana, che concluse al quarantesimo posto a 5'32" da Tony Martin vincitore della prova.
Nella stagione successiva vinse tre brevi corse a tappe, il Grand Prix of Adygeya, il Grand Prix of Sochi e il Tour d'Azerbaïdjan, e partecipò anche alla sua prima corsa UCI World Tour, il Tour de Pologne, che terminò al ventunesimo posto. In stagione non riuscì a confermare il titolo nazionale a cronometro, ma fu nuovamente convocato per i Campionati del mondo, a Ponferrada, questa volta per partecipare alla prova in linea, che riuscì a portare a termine. Fra gli altri risultati stagionali, il secondo posto, dietro il portoghese Tiago Machado, al Giro di Slovenia e il terzo posto nel Gran Premio Bruno Beghelli.

### 2015: la vittoria del Tour de Romandie e il successo di tappa al Giro
A fine 2014 firma un contratto biennale con il Team Katusha, valido a partire dal 1º gennaio 2015, approdando nella categoria World Tour. Inizia la nuova avventura con un decimo posto nella classifica generale del Tour de San Luis, in Argentina, a gennaio. Tuttavia è alla Vuelta al País Vasco che si rivela al grande pubblico. Nella breve corsa a tappe spagnola è terzo, dietro Michael Matthews e Michał Kwiatkowski, nella prima tappa, un arrivo in volata a ranghi ridotti caratterizzato da una caduta nel finale. Nelle successive tappe si fa notare in salita e si mette a disposizione del capitano Joaquim Rodríguez, poi vincitore, concludendo nono nella generale.

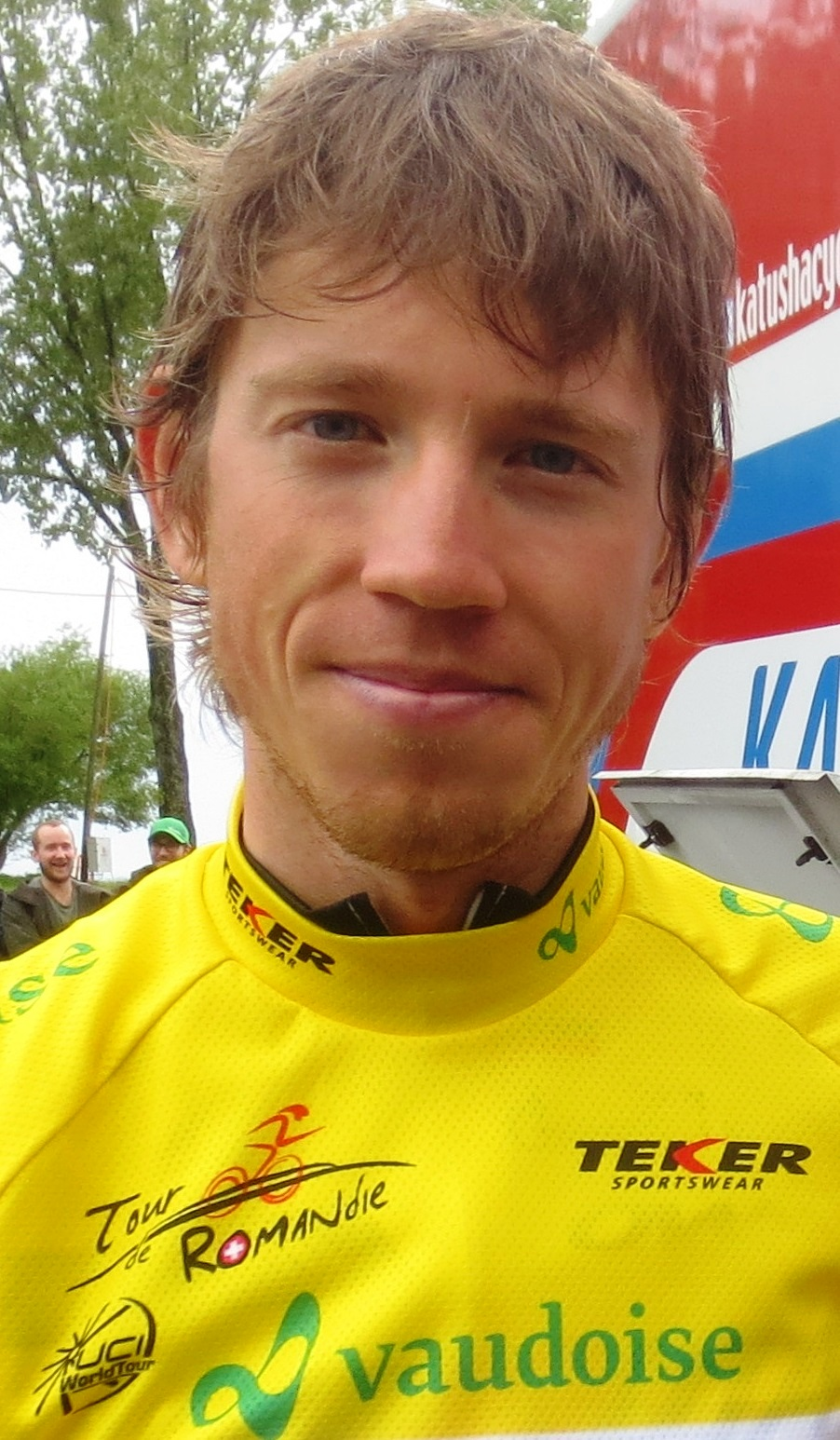
Zakarin in maglia gialla al Tour de Romandie 2015.

Successivamente partecipa, tra aprile e maggio, al Tour de Romandie, riuscendo a vincerlo davanti al compagno di squadra Simon Špilak e a Chris Froome. Dopo una buona cronometro a squadre iniziale, chiusa al terzo posto dal Team Katusha, Zakarin si mette in evidenza anche nella seconda tappa, concludendo al settimo posto la volata ristretta vinta da Michael Albasini. Il giovane russo, tuttavia, costruisce il suo successo nelle ultime due giornate di corsa. Nella quinta e più impegnativa frazione, da Friburgo a Champex-Lac, con ben cinque gran premi di montagna, sull'ultima ascesa di giornata Zakarin resiste alle scaramucce dei favoriti (Quintana, Nibali, Froome e Špilak) e attacca: ripreso e superato da Thibaut Pinot, che si aggiudica la tappa, arriva con 7" di ritardo dal francese ma ben davanti ai più quotati rivali; grazie anche agli abbuoni riesce quindi a conquistare la vetta della classifica generale. Nella prova a cronometro conclusiva dell'indomani conferma il primato, arrivando terzo di tappa, nonostante un imprevisto tecnico che lo costringe al cambio della bicicletta, dietro al campione del mondo Tony Martin e a Špilak.
Parte quindi per il Giro d'Italia, sua prima esperienza in una grande corsa a tappe. Nella corsa rosa tenta di conquistare un successo di tappa, e sin dalla prima settimana si inserisce in fughe da lontano. L'occasione buona, dopo diversi tentativi infruttuosi, arriva nell'undicesima frazione, con arrivo all'autodromo di Imola. In una giornata caratterizzata dal freddo e dalle intemperie Zakarin va in fuga assieme a corridori come Carlos Alberto Betancur, Franco Pellizotti, Beñat Intxausti, Steven Kruijswijk, Ryder Hesjedal. Al terzo passaggio sul Tre Monti, il GPM caratterizzante il circuito finale, Zakarin decide di attaccare in solitaria. I compagni di fuga non riescono a tenergli la ruota, e perdono terreno anche nella discesa successiva resa viscida dalla pioggia. Zakarin, nonostante piccole scaramucce fra i big all'inseguimento, mantiene un buon vantaggio e conquista il successo con quasi un minuto di vantaggio sui compagni di fuga. Torna in fuga anche nelle frazioni successive, in particolare nella ventesima tappa con arrivo a Sestriere, con numerosi colli da scalare fra cui il Colle delle Finestre. Proprio sulla salita Colle delle Finestre Zakarin rimane in testa in solitaria, tuttavia il gruppetto dei migliori si rifà sotto; il russo cerca di passare per primo sul Colle delle Finestre, Cima Coppi di quella edizione del Giro, ma in prossimità della vetta viene superato da Mikel Landa. In discesa Zakarin resta a ruota dello spagnolo, ma si stacca infine sulle prime rampe della salita finale per Sestriere.
Nella seconda parte di stagione partecipa ai Giochi europei a Baku, ottenendo il tredicesimo posto nella prova a cronometro. In agosto è quindi in evidenza prima al Tour de Pologne, con l'ottavo posto nella cronometro finale a Cracovia e la quarta piazza nella graduatoria generale, e quindi all'Arctic Race of Norway, ove conclude secondo nella tappa finale a Narvik, battuto da Silvan Dillier, e terzo nella generale. Viene infine convocato in Nazionale anche per le prove a cronometro e in linea dei Campionati del mondo a Richmond, in cui chiude 33º e 62º rispettivamente.

### 2016: la caduta al Giro e la vittoria di tappa al Tour

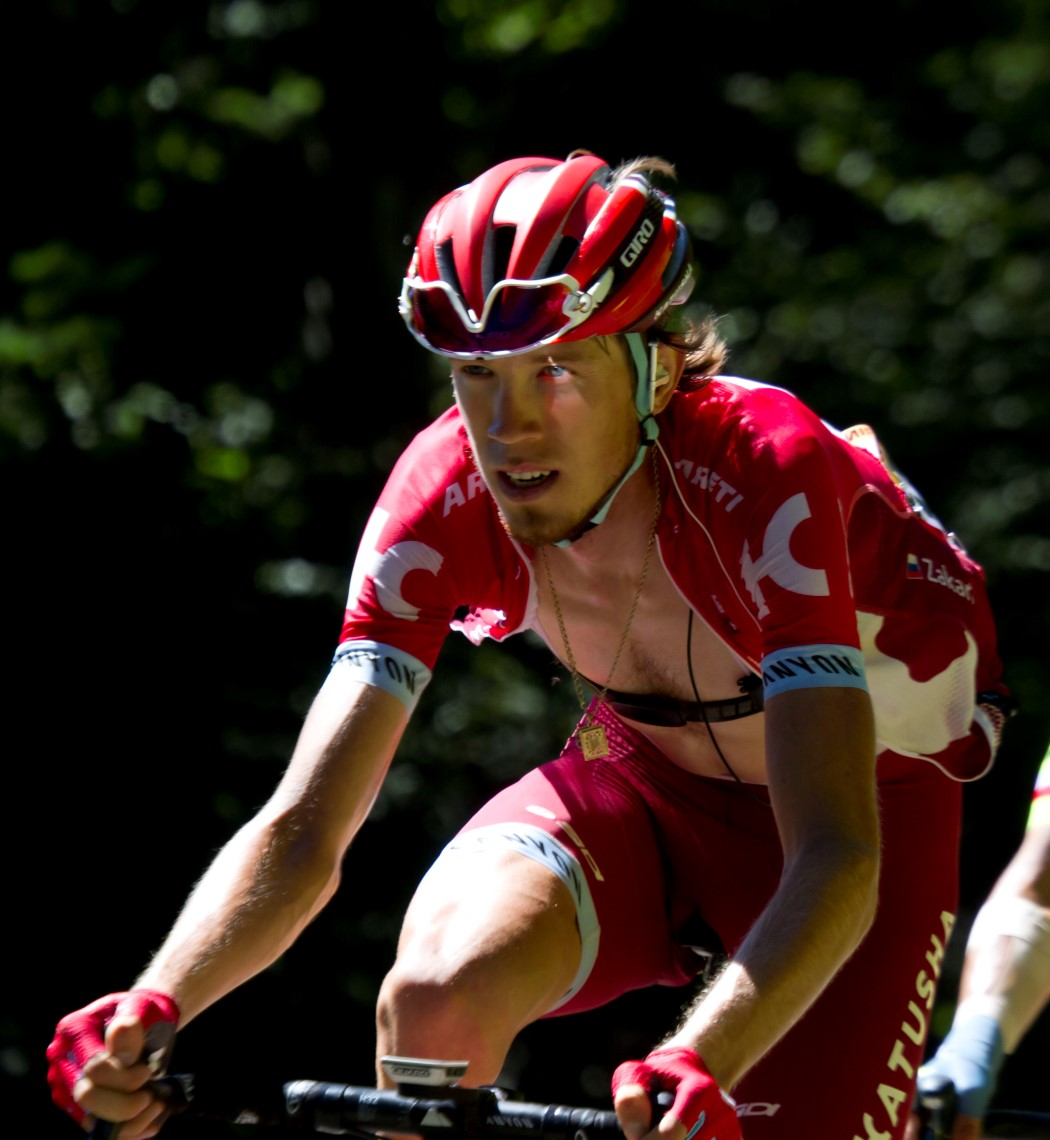
Il'nur Zakarin in azione durante il Tour de France 2016.

Inizia la stagione agonistica 2016 confermando i risultati degli anni passati. Già nel mese di febbraio ottiene un positivo terzo posto alla Vuelta a Murcia, preceduto da Philippe Gilbert e Alejandro Valverde, e termina al settimo posto la Volta ao Algarve. A marzo partecipa alla Parigi-Nizza con il compito di aiutare Alexander Kristoff ma anche con la possibilità di fare classifica. In questa corsa conquista la sesta tappa, sulle Alpi con arrivo in salita al Santuario della Madonna di Utelle. In tale occasione riesce a precedere Geraint Thomas, che poi sarà il vincitore finale della competizione, Alberto Contador e Richie Porte. Conclude la corsa al quarto posto, confermando le caratteristiche di ciclista adatto alle corse a tappe. Partecipa quindi alla Volta Ciclista a Catalunya, conclusa al settimo posto, alle Classiche delle Ardenne, dove ottiene un prestigioso quinto posto nella Liegi-Bastogne-Liegi, e al Tour de Romandie, per rifinire la gamba in vista del Giro d'Italia. Nella breve corsa a tappe elvetica batte, in uno sprint a due, Nairo Quintana sull'impegnativo traguardo di Morgins, la giuria però lo squalifica, retrocedendolo al secondo posto, per volata scorretta; si piazza quarto in classifica generale.
Al seguente Giro d'Italia si mantene nelle prime posizioni della classifica per tutta la corsa, è terzo nella sesta tappe e a metà corsa, prima della cronometro di Greve in Chianti, è addirittura in lizza per indossare la maglia rosa; tuttavia nella cronometro la sua prestazione è inferiore alle attese anche a causa delle avverse condizioni meteo e di una scivolata. Rimane comunque coi migliori nelle successive tappe ed è nuovamente terzo nella sedicesima frazione, ma è costretto al ritiro durante la diciannovesima tappa dopo una brutta caduta nella discesa del Colle dell'Agnello, che gli causa la rottura di una clavicola, quando era al quarto posto della classifica generale e in piena corsa per un posto sul podio finale. Ripresosi, partecipa al Tour de France dove è spesso protagonista nelle fughe di giornata, in tappe di montagna; proprio grazie ad una fuga da lontano, coglie la vittoria in solitaria nella diciassettesima tappa, sul traguardo svizzero di Finhaut-Emosson davanti a Jarlinson Pantano al termine di una rampa al 12% di pendenza.

### 2017: il quinto posto al Giro d'Italia e il podio alla Vuelta e España

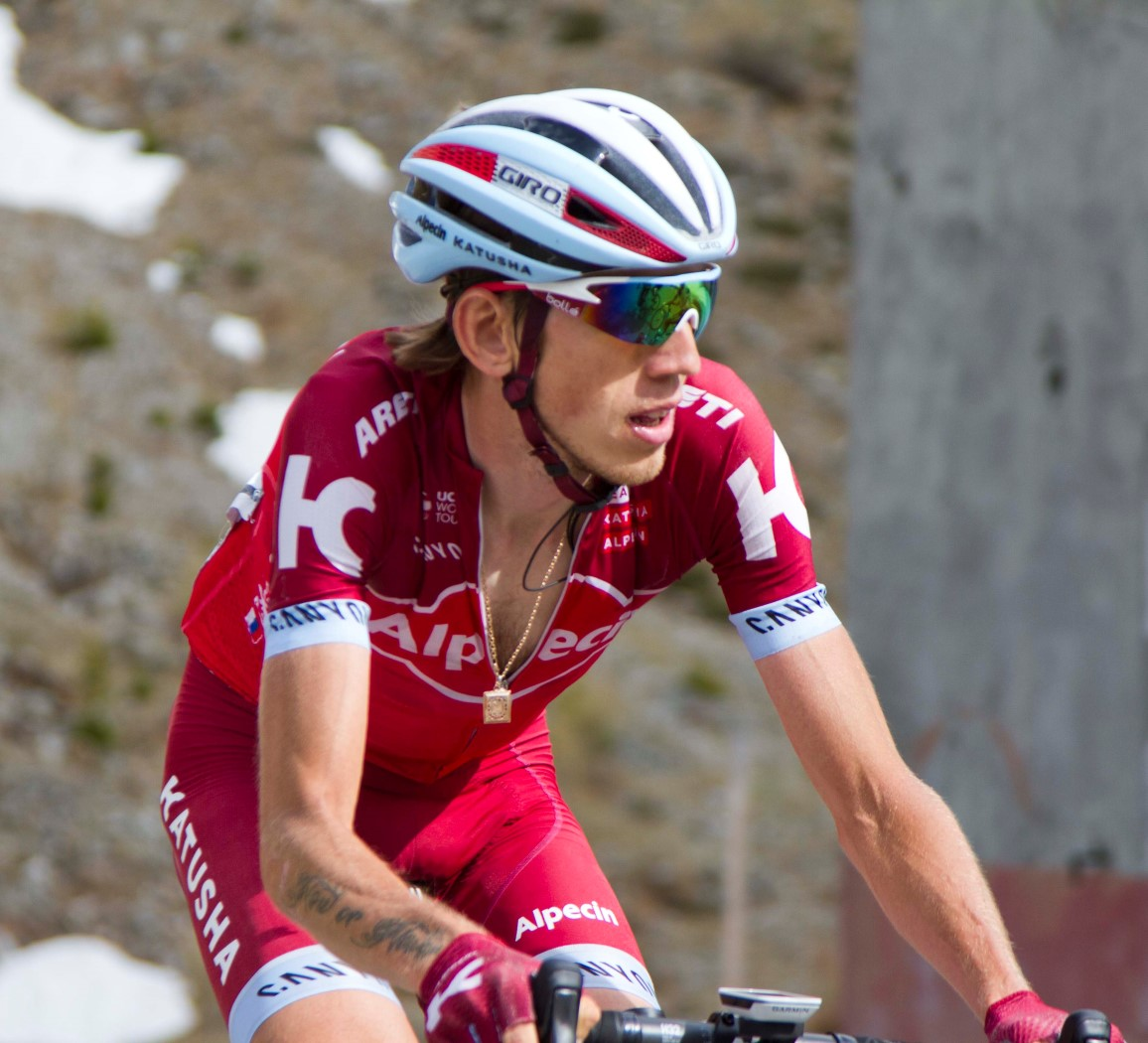
Il'nur Zakarin in azione durante il Giro d'Italia 2017.

La stagione 2017, che lo vede nuovamente avere come obiettivo principale il Giro d'Italia, parte con ottimi presupposti. Già sul finire di febbraio si mostra competitivo arrivando secondo all'Abu Dhabi Tour, al termine di una dura lotta con Rui Costa che lo vede "sconfitto" in volata nella terza e decisiva tappa con arrivo in salita al Jebel Hafeet, e sesto alla Parigi-Nizza, tuttavia la sua ottima marcia di avvicinamento viene interrotta da una caduta occorsagli a fine marzo alla Volta Ciclista a Catalunya.
Ristabilitosi senza troppi problemi, prende parte al Giro d'Italia con i gradi di capitano della Katusha. Durante la corsa rosa è uno tra i migliori corridori; la prima parte di corsa è tuttavia altalenante, è infatti ottima la prestazione nella quarta tappa con arrivo sull'Etna, dove stacca gli altri uomini di classifica e arriva secondo dietro l'attaccante di giornata Jan Polanc mentre meno positive sono le prestazioni nella frazione con arrivo al Blockhaus e nella successiva cronometro di Montefalco, perde dai migliori. Si riprende con il secondo posto nella quattordicesima tappa, con arrivo sul Santuario di Oropa, dopo che il suo attacco è stato ripreso dal capoclassifica e vincitore di giornata Tom Dumoulin; nelle frazioni successive è sempre con i primi, riuscendo a risalire posizioni in classifica. Nella ventesima tappa, l'ultima di alta montagna, è ancora secondo, battuto, al termine di una serie di attacchi da parte di tutti gli uomini di classifica, da Thibaut Pinot; al termine della frazione è quinto in classifica, posizione che mantiene l'indomani sul traguardo finale di Milano.
Dopo un periodo di pausa si ripresenta alle corse a giugno vincendo la prova a cronometro dei campionati nazionali e inizia l'avvicinamento alla Vuelta a España con l'undicesimo posto al Tour de Pologne; nel frattempo rinnova di due anni il contratto con la Katusha. Alla Vuelta a España arriva la sua consacrazione: dopo aver disputato un'ottima corsa, ottenendo ben sei piazzamenti nei primi dieci di tappa, fra cui un secondo posto dietro a Miguel Ángel López nella frazione con arrivo sull'Alto Hoya de la Mora, prima della penultima frazione si trova in lotta con Wilco Kelderman per la terza piazza del podio; riesce a staccare il rivale sull'Alto de l'Angliru, grazie a un attacco che gli permette di concludere la tappa al quarto posto, e a conquistare il podio finale di Madrid. Viene infine selezionato in Nazionale per partecipare ai Campionati del mondo di Bergen sia nella prova in linea che in quella a cronometro, concludendole entrambe rispettivamente in ventitreesima e quindicesima posizione.

### 2018: il nono posto al Tour de France

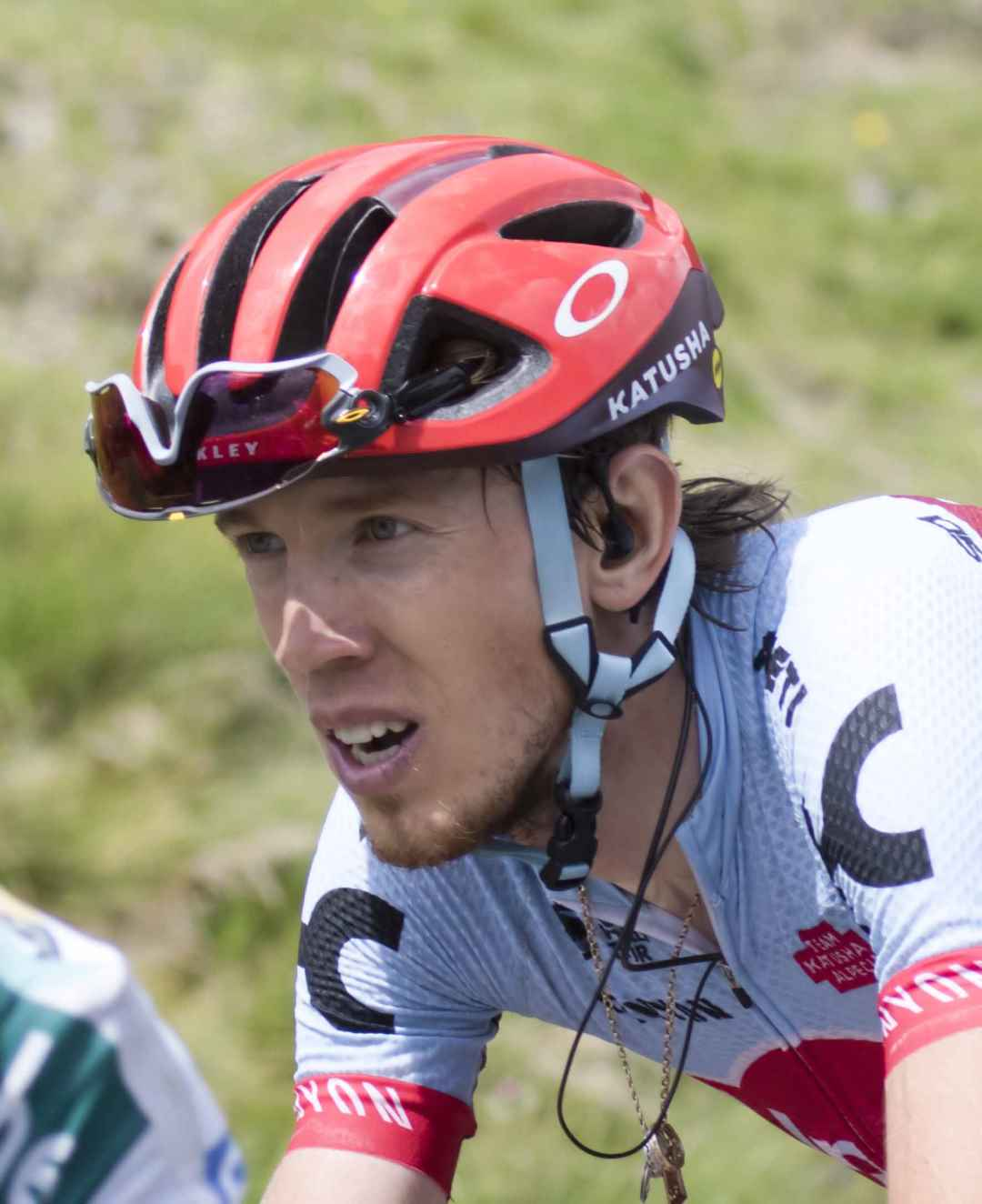
Il'nur Zakarin in azione al Tour de France 2018.

Inizia il 2018 con l'intento di incentrare la stagione agonistica sul Tour de France. Il progetto di avvicinamento prevede tra le altre Parigi-Nizza, Itzulia Basque Country, Classiche delle Ardenne e Critérium du Dauphiné. Dopo aver concluso sedicesimo alla Parigi-Nizza e settimo al Gran Premio Miguel Indurain, rimane fuori dai primi dieci alla Itzulia Basque Country, alla Freccia Vallone e alla Liegi-Bastogne-Liegi, mentre al Dauphiné conclude decimo, dopo un settimo posto nella tappa con arrivo in salita a La Rosière.
Al Tour de France rimane attardato di 58" dai migliori già nella quarta tappa a causa di una caduta. Nelle tre tappe alpine non riesce a tenere il ritmo dei migliori, arrivando a perdere 4'29" dalla maglia gialla Geraint Thomas solo nella frazione con arrivo sull'Alpe d'Huez, e ritrovandosi con un distacco in classifica di quasi 10 minuti dal britannico. Si riprende parzialmente nelle tappe della terza settimana, e con il settimo posto nella cronometro di Espelette sale al nono posto finale in graduatoria, staccato di 12'37" dal vincitore Thomas. Dopo il Tour, gli ulteriori obiettivi di stagione sono la Vuelta a España e i Campionati del mondo di Innsbruck, il cui percorso selettivo è particolarmente adatto agli scalatori: nella corsa spagnola conclude a quasi un'ora dal vincitore Simon Yates, nonostante due piazzamenti in tappe con arrivo in salita (settimo posto parziale a La Camperona, un quinto a Balcón de Bizkaia), mentre nella prova iridata in Austria rimane nettamente attardato, chiudendo solo 57º. La sua stagione 2018 si conclude senza vittorie né podi.

## Palmarès
- 2007 (Juniores)

Campionati europei, Cronometro juniores
- 2009 (Juniores)

5ª tappa Kuban Federation Cycle Challenge (Mosca > Mosca)
- 2011 (Dilettanti Elite-2/Under-23)

9ª tappa Friendship People North-Caucasus Stage Race (Mosca > Mosca)
- 2012 (Itera-Katusha/Team Katusha, sei vittorie)

Grand Prix of Donetsk
2ª tappa Grand Prix of Adygeya (Majkop > Majkop)
4ª tappa Grand Prix of Adygeya (Majkop > Mosca)
Classifica generale Grand Prix of Adygeya
5ª tappa Girobio (Perugia > Gaiole in Chianti)
4ª tappa 2ª semitappa Tour Alsace (Cernay > Cernay, cronometro)
- 2013 (RusVelo, due vittorie)

Campionati russi, Prova a cronometro
1ª tappa Grand Prix of Adygeya (Mosca > Mosca, cronometro)
- 2014 (RusVelo, quattro vittorie)

Classifica generale Tour d'Azerbaïdjan
Classifica generale Grand Prix of Sochi
1ª tappa Grand Prix of Adygeya (Kamennomostskij > Pobeda, cronometro)
Classifica generale Grand Prix of Adygeya
- 2015 (Team Katusha, due vittorie)

Classifica generale Tour de Romandie
11ª tappa Giro d'Italia (Forlì > Imola)
- 2016 (Team Katusha, due vittorie)

6ª tappa Parigi-Nizza (Nizza > Madonna di Utelle)
17ª tappa Tour de France (Berna > Finhaut-Emosson)
- 2017 (Team Katusha, una vittoria)

Campionati russi, Prova a cronometro
- 2019 (Team Katusha, una vittoria)

13ª tappa Giro d'Italia (Pinerolo > Ceresole Reale)

### Altri successi
- 2012 (Itera-Katusha)

Classifica a punti Girobio
Classifica a punti Grand Prix of Adygeya

## Piazzamenti

### Grandi Giri
- Giro d'Italia

2015: 44º
2016: ritirato (19ª tappa)
2017: 5º
2019: 10º
2020: 22º
- Tour de France

2016: 25º
2018: 9º
2019: 51º
2020: ritirato (12ª tappa)
- Vuelta a España

2017: 3º
2018: 20º

### Classiche monumento
- Liegi-Bastogne-Liegi

2016: 5º
2018: 45º
2019: 22º
2021: 53º
- Giro di Lombardia

2015: ritirato
2018: ritirato
2019: ritirato

### Competizioni mondiali
- Campionati del mondo

Spa 2006 - Cronometro Juniors: 8º
Spa 2006 - In linea Juniors: 68º
Valkenburg 2012 - Cronosquadre: 19º
Toscana 2013 - Cronometro Elite: 40º
Ponferrada 2014 - Cronosquadre: 16º
Ponferrada 2014 - In linea Elite: 75º
Richmond 2015 - Cronosquadre: 18º
Richmond 2015 - Cronometro Elite: 33º
Richmond 2015 - In linea Elite: 62º
Bergen 2017 - Cronometro Elite: 15º
Bergen 2017 - In linea Elite: 23º
Innsbruck 2018 - In linea Elite: 57º
- UCI World Tour

2015: 26º
2016: 13º
2017: 15º
2018: 80º
- Giochi olimpici

Tokyo 2020 - In linea: ritirato

### Competizioni continentali
- Campionati europei

Valkenburg 2006 - Cronometro Juniores: 37°
Valkenburg 2006 - In linea Juniores: 58°
Sofia 2007 - Cronometro Juniors: vincitore
Offida 2011 - In linea Under-23: ritirato
- UCI Europe Tour

2012: 62º
2013: 202º
2014: 9º
2016: 387º
2017: 843º
2018: 935º
- Giochi europei

Baku 2015 - Cronometro: 13°
Baku 2015 - In linea: ritirato